# Skin (Computerspiele)
Ein Skin bezeichnet in Computerspielen eine benutzerdefinierte Textur, mit der man beispielsweise Charakteren oder Waffen ein anderes Aussehen geben kann. Meist ist diese Option eine rein optische Veränderung und wirkt sich nicht auf die Spielmechanik aus. In einigen Spielen sind diese für bestimmte Klassen und Charaktere vorgeschrieben, während andere eine freiere Auswahl ermöglichen oder sogar während des Spiels zu einer Änderung führen. Skins können entweder am Anfang oder während eines Spiels zugewiesen werden, freigeschaltet werden oder käuflich, mit Spiele- oder Echtgeld, erworben werden.

## Wirtschaft
Häufig lassen sich Skins nur über echtes Geld kaufen oder sind mit regulären Spielen kaum freischaltbar. Der Verkauf findet dabei häufig bei Microtransactionen und zufallsbasierten Losverfahren wie der Lootbox statt. Einige Free-to-play-Spiele finanzieren sich daher über den Verkauf von Skins und anderer rein optischer Änderungen. Dies führt unter anderem dazu, dass Skins auch von Dritten weiterverkauft werden und Wetten und Glücksspiel mit diesen stattfindet. Sie nehmen daher in den Spielen oft eine eigene Währung an, mit der gehandelt wird. Das kalifornische Forschungsinstitut Eilers & Krejcik Gaming schätzte den Einsatz im Skin-Wetten-Markt für das Jahr 2016 auf ca. 7,4 Milliarden US-Dollar. Meist finden diese Wetten und Verkäufe illegal statt.

## Erstellung
Bei einigen Spielen lassen sich die Skins auch mit einem sogenannten Skineditor selber erstellen oder von anderen Spielern benutzen. Einfacher machen es dabei einem oft Charaktereditoren, die einem vorgefertigte Texturänderungen auswählen lassen und meist genau auf einzelne Körperteile und Kleidungen abgestimmt sind. Neben einer Ingame-Funktion, kann dies auch als Mod umgesetzt werden oder durch das Bearbeiten und Ändern von bestimmten Texturdateien, z. B. mit einem Grafikprogramm oder einer 3D-Grafiksoftware der Entwickler oder von Drittanbietern, umgesetzt werden.

## Beispiele
Bekannte Beispiele sind MOBAs wie League of Legends und Waffenskins in Ego-Shootern wie Counter-Strike: Global Offensive sowie diverse MMORPGs und Handyspiele. Ein bekanntes Beispiel für das externe Verändern des Skins ist Minecraft. Das Verändern der Blöcke und Items wird über sogenannte Texturenpakete gelöst.